# 伊戈尔·利赫诺夫斯基
伊戈尔·利赫诺夫斯基·奥索里奥（西班牙語：Igor Lichnovsky Osorio；1994年3月7日—），智利足球运动员，司职中后卫，現效力沙特职业足球联赛球會艾沙比。